# Wegmans

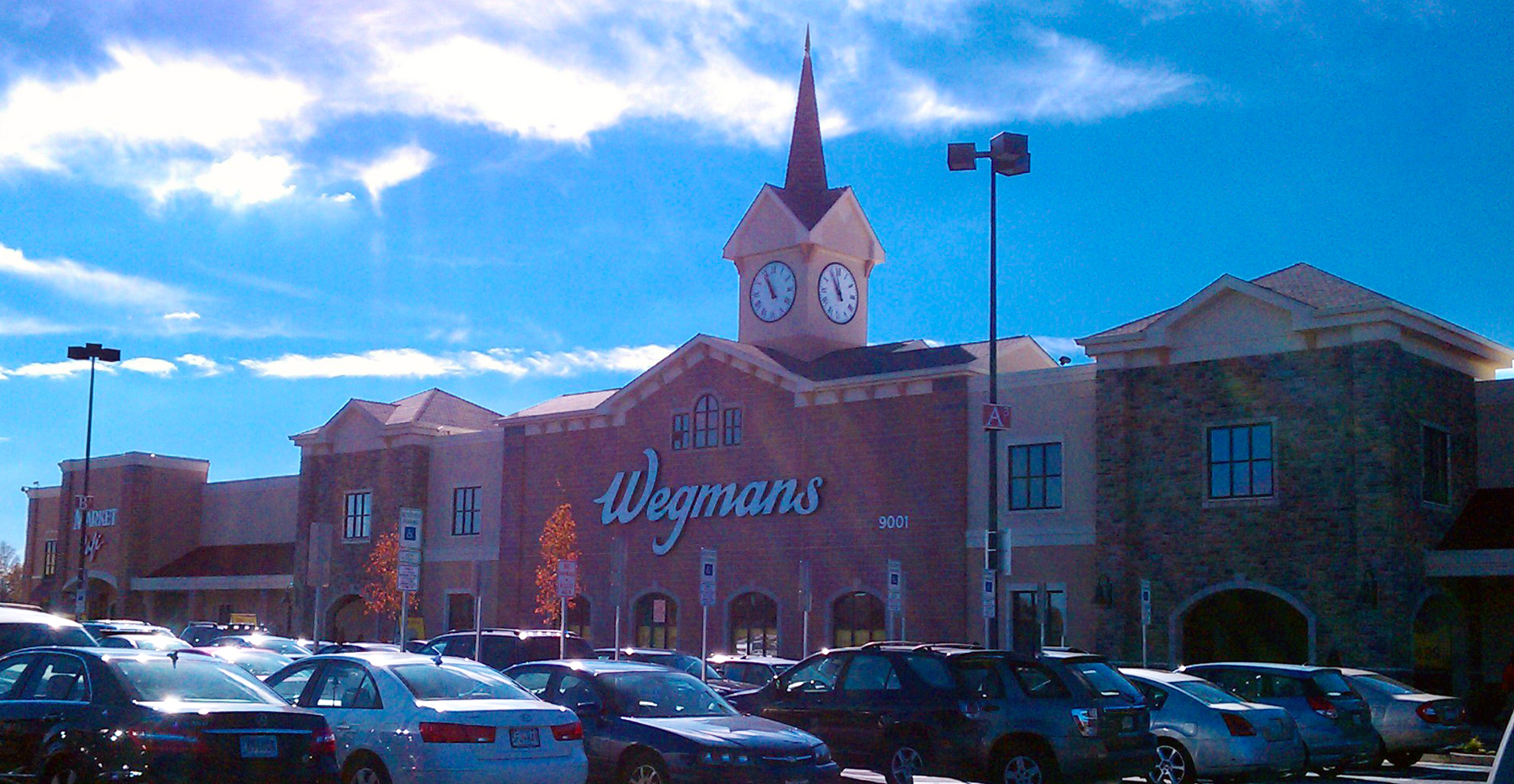
Wegmans Filiale

Wegmans Food Markets, Inc. ist eine amerikanische Supermarktkette mit Hauptsitz in Gates, New York.

## Struktur
Im Juli 2023 betrieb Wegmans 111 Filialen mit 53.000 Beschäftigten in den Mittelatlantikstaaten und in New England. Der Umsatz lag bei 12 Milliarden US-Dollar.
Das Unternehmen hatte zu diesem Zeitpunkt 49 Filialen in New York, 18 Filialen in Pennsylvania, 9 Filialen in New Jersey, 8 Filialen in Maryland, 6 Filialen Massachusetts, 9 Filialen in Virginia, 4 Filialen in North Carolina und jeweils eine Filiale im District of Columbia und Delaware. Stand 2024 betrieben sie auch vier Restaurantmarken: Burger Bar by Wegmans (17 Filialen), Wegmans Market Cafe (13 Filialen), sowie Next Door by Wegmans und Amore Italian Restaurant & Bar (jeweils eine Filiale). Wegmans ist auf der Liste der „100 besten Arbeitgeber“ (Original: 100 Best Companies to Work For) des Fortune Magazine und war 2022 das achtunddreißiggrößte nicht-börsennotierte Unternehmen der USA.
Der Hauptsitz der Firma befindet sich am Stadtrand von Rochester in den sogenannten „Gates“. Danny Wegmann (dritte Generation) ist Chairman. Seine Tochter Colleen Wegman ist Präsidentin und CEO, seine zweite Tochter Nicole Wegman stellvertretende Geschäftsführerin(jeweils vierte Generation). Dannys Vater, Robert Wegman († 2006), war ehemals Geschäftsführer.

## Geschichte
Das Familienunternehmen Wegmans wurde 1916 in Rochester von John und Walter Wegman als Rochester Fruits and Vegetable Company gegründet. wurde. Der Vater von John Wegman und der Großvater von Walter Wegman, Balthasar Wegmann, stammte aus Birkenhördt in der Pfalz. Er wanderte nach New York aus und siedelte dann nach Rochester über.
Das erste Geschäft wurde 1917 in Rochester eröffnet.
1930 eröffnet Wegmans in der Clinton Avenue ein 20.000 Quadratmeter großes „Vorzeigegeschäft“ mit einer Cafeteria mit 300 Sitzplätzen und führte 1932 gekühlte Schaufenster und Wasserzerstäubung ein, um die Produkte frisch zu halten. 1934 wurde ein Catering-Service und eine Kochschule eröffnet. 1937 besitzt das Unternehmen 7 Filialen, ausschließlich in Rochester. 1949 wurde das Selbstbedienungskonzept eingeführt. 1968 zählt Unternehmen 27 Filialen und führt 1971 in einigen Filialen als erstes Unternehmen im Staat New York die Öffnung rund um die Uhr ein.
1973 reagierte Wegmans auf die wachsende Nachfrage nach Heimwerkerprodukten und eröffnete sein Home Improvement Center neben einem seiner Lebensmittelgeschäfte in Rochester. Im darauffolgenden Jahr kaufte Wegmans die Bilt-Rite Chase-Pitkin, Inc. auf, ein Einzelhandelsunternehmen, das Holz, Eisenwaren, Holzwerkstoffe, Garten- und Landschaftsbaumaterialien sowie Baumaterialien verkaufte. Wegmans erweiterte diese Kette und eröffnete Chase-Pitkin-Filialen neben den bestehenden Wegmans-Filialen.
1983 war Wegmans eine der ersten Ketten, die Geldautomaten aufstellte, die mit den örtlichen Banken verbunden waren. Die Geldautomaten waren für die Filiale rentabel, da Wegmans Eigentümer der Automaten war und der Bank Gebühren für die Bereitstellung aller Dienstleistungen am PoS, einschließlich des Auffüllens von Bargeld und der Ausstellung von Quittungen, in Rechnung stellte.
2007 hat Wegmans den Verkauf von Zigaretten und Tabakwaren eingestellt und ein Programm zur Raucherentwöhnung eingeführt.
2020 befand sich Wegmans auf Platz 3 der Liste des Fortune Magazine, auf Basis von Mitarbeiterbefragungen und Mitarbeiterzufriedenheit.

## Trivia
2015 geriet der amtierende Gouverneur von New Jersey, Chris Christie in einen Skandal, nachdem bekannt wurde, dass er innerhalb von fünf Jahren 300.000 Dollar für Lebensmittel und Alkohol ausgegeben und auf einem Spesenkonto abgerechnet hatte. Von diesen 300.000 Dollar wurden bei 53 Besuchen in Wegmans-Filialen insgesamt 76.373 Dollar ausgegeben, also durchschnittlich mehr als 1.400 Dollar pro Einkauf. Nach Angaben eines Mitarbeiters des Gouverneursbüros waren alle diese Ausgaben nur für offizielle Zwecke und nicht für den persönlichen Gebrauch Christies bestimmt.

## Belege
1. ↑  https://www.wegmans.com/about-us/company-overview/
2. ↑  https://www.wegmans.com/about-us/company-overview/
3. ↑  Craig Smith: Interesting Wegmans Statistics and Facts. In: Expandedramblings.com. 6. Januar 2024, abgerufen am 20. März 2024 (amerikanisches Englisch).
4. 1 2  Company Overview. Abgerufen am 18. April 2020 (amerikanisches Englisch).
5. ↑  Restaurants. In: Wegmans. 2024, abgerufen am 10. April 2024 (amerikanisches Englisch).
6. ↑  Mary Whitfill Roeloffs: Aldi, Winn-Dixie Merger Joins Two Fan-Favorite Supermarkets—Here Are The Other Grocery Stores That Rule Their Regions. Forbes, 16. August 2023, abgerufen am 17. August 2023 (amerikanisches Englisch).
7. ↑  Balthasar Wegmann. Abgerufen am 18. April 2020.
8. ↑  Wegmans Driving Park / D&C Aug. 25 1940. In: Democrat and Chronicle. Rochester, New York 25. August 1940, S. 17 (newspapers.com [abgerufen am 20. August 2023]).
9. ↑  Wegmans timeline: The first 100 years. In: Democrat and Chronicle. 2016, abgerufen am 20. März 2024 (amerikanisches Englisch).
10. 1 2  Wegmans Food Markets, Inc. - Company Profile, Information, Business Description, History, Background Information on Wegmans Food Markets, Inc. In: Referenceforbusiness.com. Abgerufen am 20. März 2024 (en-, us).
11. ↑  Wegmans: the Familiar, Inspiring Story of Their Homegrown Succe. In: New York Makers. 19. November 2019, abgerufen am 20. März 2024 (amerikanisches Englisch).
12. ↑  Jessica Snouwaert: The 25 best companies to work for, based on employee satisfaction. Abgerufen am 18. April 2020.
13. ↑  Chris Christie shells out $300k on food, alcohol: Report. In: MSNBC. 11. Mai 2015, abgerufen am 20. März 2024 (englisch).